# Edward S. Curtis

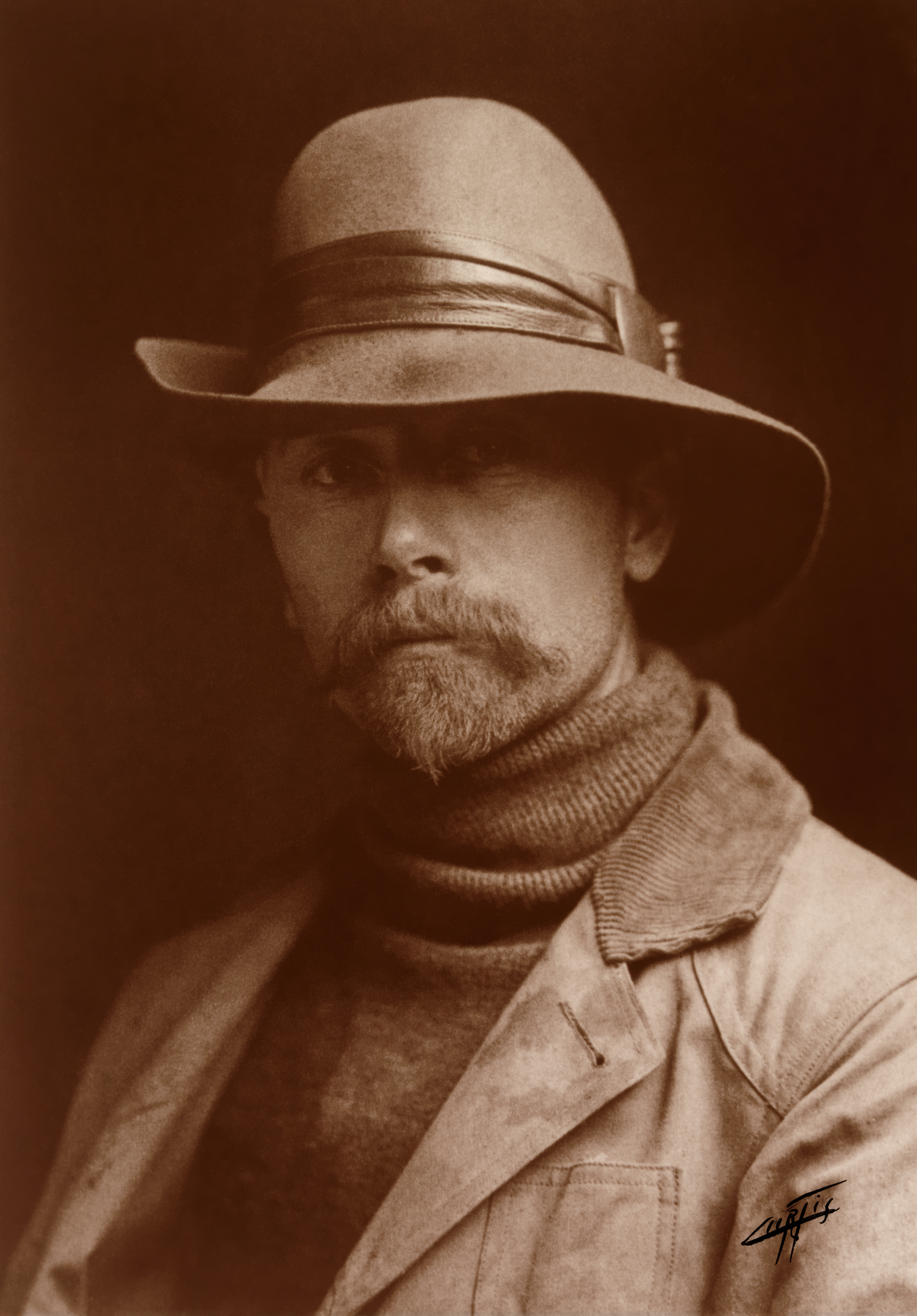
Edward S. Curtis, Autoportret

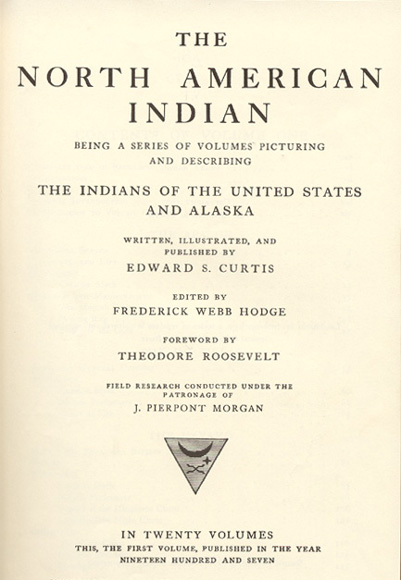
Edward S. Curtis, The North American Indian, 1907

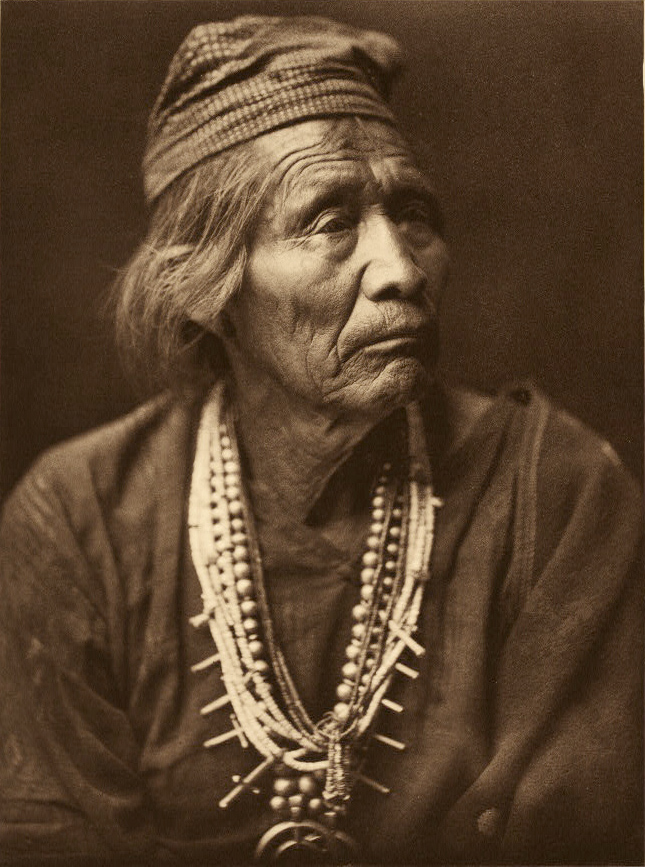
Edward S. Curtis, Nesjaja Hatali – Navaho, fotografia z The North American Indian

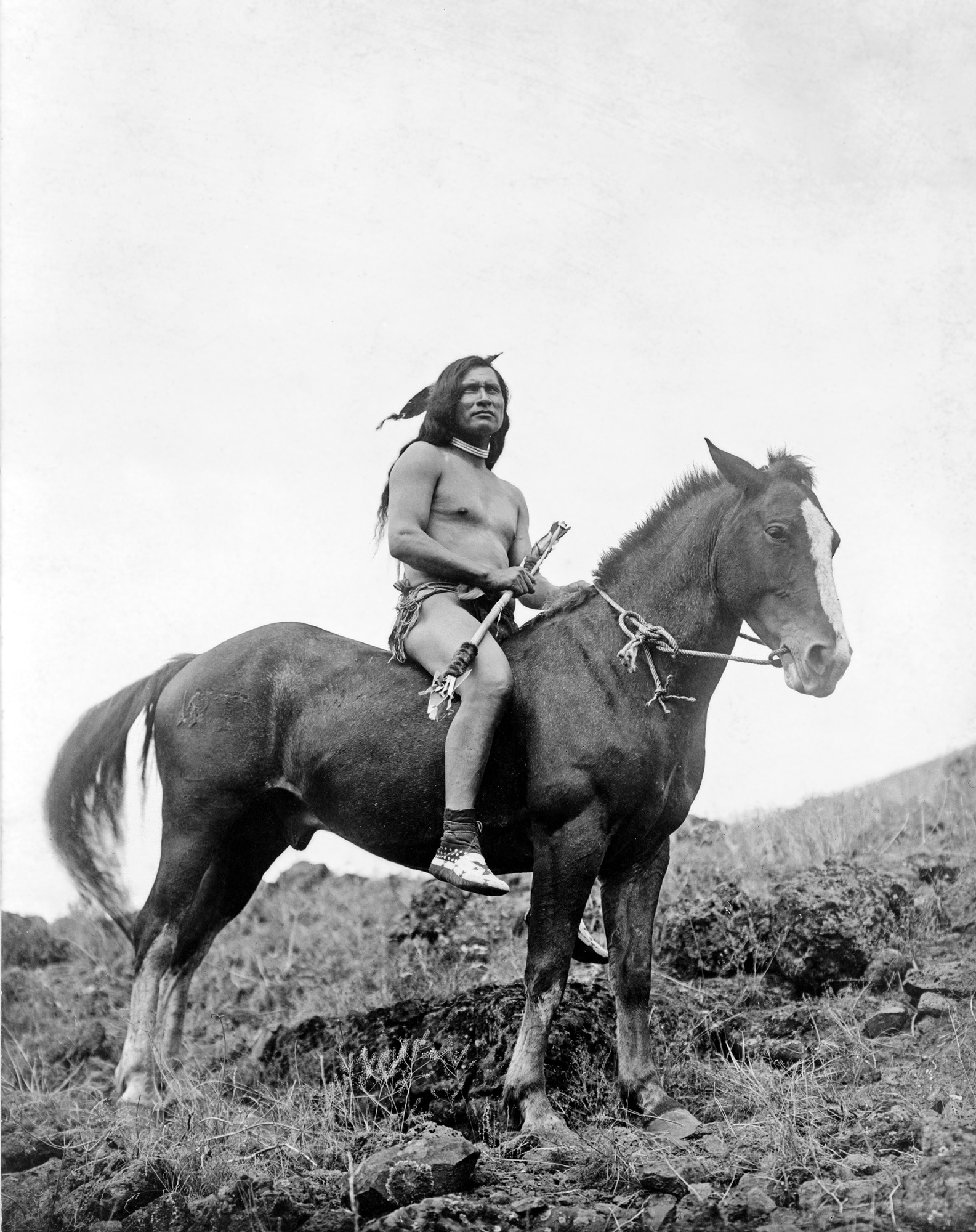
Edward S. Curtis, Wojownik z plemienia Nez Percé, ok. 1910

Edward Sheriff Curtis (ur. 16 lutego 1868 w Whitewater w Wisconsin, zm. 19 października 1952 w Los Angeles) – amerykański fotograf specjalizujący się w dokumentowaniu życia Indian i Zachodu Stanów Zjednoczonych. Indianie nazywali go Shadow Catcher (Łowcą Cieni).

## Początki
Curtis urodził się w pobliżu Whitewater w stanie Wisconsin. Jego ojciec, Johnson Asahel Curtis (1840–1887), był pastorem. W roku 1874 rodzina przeniosła się z Wisconsin do Minnesoty, gdzie przez kilka lat prowadziła sklep spożywczy.
W wieku 17 lat Edward zaczął praktykować u fotografa w miejscowości Saint Paul. W roku 1887 rodzina przeniosła się do Seattle w stanie Waszyngton, gdzie Edward zakupił swój pierwszy aparat i zaczął pracować dla studia Rasmusa Rothiego. Po kilku miesiącach odszedł od Rothiego i związał się z Thomasen Guptillem. Nowe studio nazwali „Curtis and Guptill, Photographers and Photoengravers”.
W roku 1892 Edward ożenił się z Klarą J. Phillips (1874-1932) pochodzącą z Pensylwanii. Mieli czworo dzieci: Harolda (1893-1988); Elżbietę (1896-1973), czyli Beth, która wyszła za mąż za Manforda Magnusona (1895-1993); Florence (1899-1987), która poślubiła Henry’ego Graybilla (1893-?) i Katarzynę (1909-?), czyli Billy. W 1896 roku cała rodzina przeprowadziła się do nowego domu w Seattle.

## Fotograf Indian
W 1895 Curtis zrobił zdjęcie portretowe „księżniczce Angelinie”, znanej także jako Kickisomlo, córce wodza Seattle'a z plemienia Duwamish. Było to jego pierwsze zdjęcie, na jakim uwiecznił Indiankę. W 1898 roku, podczas wyprawy mającej na celu sfotografowanie szczytu Mount Rainier, Curtis zetknął się z niewielką grupą badaczy. Jednym z nich był George Bird Grinnell, znawca plemion Indian Ameryki Północnej. Grinnellowi spodobały się zdjęcia Curtisa, więc zaproponował mu udział w wyprawie do Indian z plemienia Czarnych Stóp w Montanie w roku 1900.
W 1906 wydawca J.P. Morgan zaproponował Curtisowi honorarium w wysokości 75 000 dolarów za wykonanie 1500 zdjęć Indian, które miały być opublikowane w dwudziestu tomach. Curtis doszedł do wniosku, że powinien nie tylko robić zdjęcia, ale również dokumentować istniejące jeszcze przejawy życia i kultury Indian, nim znikną bezpowrotnie. We wprowadzeniu do pierwszego tomu, wydanego w 1907, napisał: „Musimy zbierać informacje o życiu jednej z najwspanialszych ras gatunku ludzkiego teraz, nim ostatnia szansa zostanie zaprzepaszczona”. Nagrał ponad 10 000 woskowych cylindrów gramofonowych z zapisem indiańskiej mowy i pieśni. Wykonał ponad 40 000 zdjęć, odwiedzając 80 plemion. Spisał plemienne legendy i dzieje, zgromadził informacje na temat tradycyjnej kuchni, sposobów budowy domostw, osadnictwa, wypoczynku, ceremonii religijnych i pogrzebowych. Sporządził noty biograficzne wodzów poszczególnych plemion, a zbiór ten, w wielu przypadkach, jest jedynym istniejącym zapisem z życia ginących lub cywilizujących się plemion.
W roku 1916 Klara wystąpiła o rozwód. W 1919 r. sąd przyznał jej studio Curtisa wraz z całym sprzętem i negatywami. Edward włamał się wraz z córką Beth do studia i zniszczył wszystkie szklane negatywy, ponieważ nie chciał, żeby dostały się w ręce byłej żony.
Około roku 1922 Curtis przeprowadził się do Los Angeles, gdzie otworzył nowe studio. By zarobić na nowy sprzęt, pracował jako asystent operatora w studiu filmowym Cecila B. DeMille’a, m.in. przy kręceniu w roku 1923 Dziesięciu przykazań. W październiku 1924 roku Curtis sprzedał prawa autorskie do filmu etnograficznego In the Land of the Head-Hunters Muzeum Historii Naturalnej. Za scenariusz i negatyw filmu dostał 1500 USD, podczas gdy wykonanie filmu kosztowało go ponad 20 000 dolarów.

## Bankrut
W 1927 roku, po powrocie z córką Beth z Alaski do Seattle, został aresztowany za niepłacenie alimentów przez siedem lat. Miał do spłacenia 4500 dolarów, ale akt oskarżenia został przez powódkę wycofany. W tej sytuacji, w Boże Narodzenie 1927 roku, nastąpił zjazd rodzinny w domu córki Florence w Medford w stanie Oregon. Po raz pierwszy od rozwodu Curtis spotkał się jednocześnie ze wszystkimi swoimi dziećmi. W 1928 roku, będąc na krawędzi bankructwa, Edward sprzedał swe prawa autorskie synowi Morgana. W 1930 r. opublikował ostatni tom pracy The North American Indian.
W 1932 jego była żona Klara, ciągle mieszkająca w Seattle i zarządzająca studiem fotograficznym z córką Katarzyną, utonęła w wodach Puget Sound, a Katarzyna przeprowadziła się do Kalifornii, by być bliżej ojca i siostry Beth.
Curtis zmarł na atak serca w domu Beth w Los Angeles.